# Harry Bateman

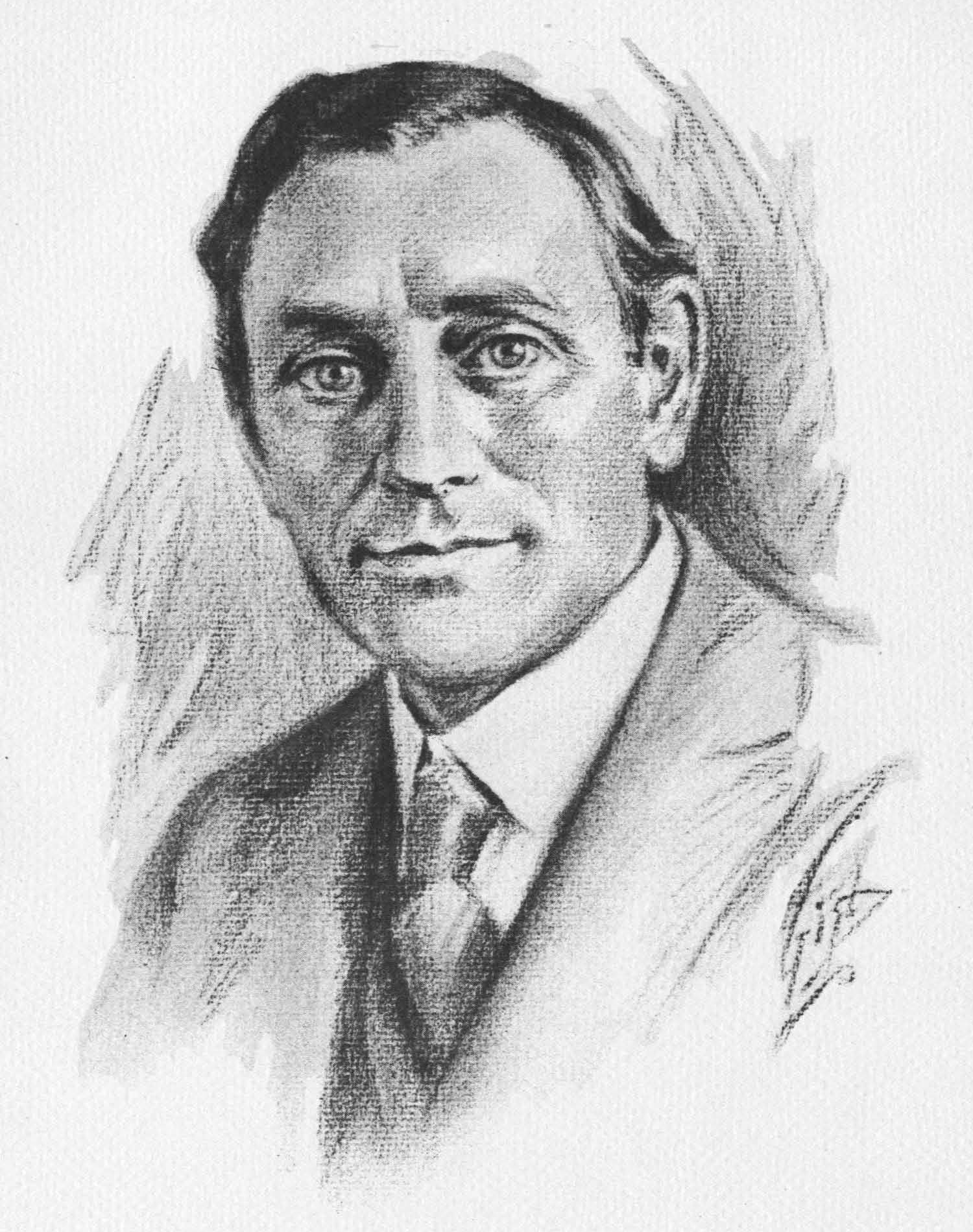
Harry Bateman (Zeichnung von 1931)

Harry Bateman (* 29. Mai 1882 in Manchester; † 21. Januar 1946 in Pasadena) war ein britischer Mathematiker, der sich mit Analysis und mathematischer Physik beschäftigte.

## Leben und Werk
Bateman war der Sohn eines Pharmavertreters und ging in Manchester zur Schule. Ab 1900 studierte er mit einem Stipendium Mathematik in Cambridge, wo er 1903 als Erster (Senior Wrangler) bei den Tripos-Prüfungen abschnitt. 1905 gewann er den Smith-Preis für einen Essay über Differentialgleichungen und wurde Fellow des Trinity College. 1905/06 besuchte er die Universitäten von Paris und Göttingen und machte sich dort mit den Arbeiten der Schule von David Hilbert über Integralgleichungen vertraut. 1906 wurde er Lecturer an der Universität Liverpool und 1907 Reader in mathematischer Physik in Manchester. 1910 ging er in die USA, zuerst am Bryn Mawr College und ab 1912 an der Johns Hopkins University, wo er auch 1913 seinen damals in England nicht unbedingt für eine akademische Karriere notwendigen Doktortitel nachholte (The quartic curve and its inscribed configurations, bei Frank Morley). 1917 wurde er Professor am späteren California Institute of Technology (damals Throop College), wo er den Rest seiner Karriere blieb.
Bateman beschäftigte sich insbesondere mit partiellen Differentialgleichungen der mathematischen Physik (mit Anwendungen insbesondere in Elektrodynamik und  Hydrodynamik), Integraltransformationen und speziellen Funktionen, aber auch mit Geometrie. Er befasste sich auch mit angewandter Mathematik, wie der Stabilität von Flugzeugen, Wellenwiderstand von Schiffen und Integralgleichungen bei der Ausbreitung von Erdbebenwellen. Schon als Student in den Anfangssemestern veröffentlichte er mathematische Arbeiten und blieb zeit seines Lebens sehr produktiv. Seine nachgelassenen Schriften mündeten in das Bateman Manuscript Project, Tafeln von speziellen Funktionen und Integraltransformationen, die am Caltech von Arthur Erdélyi, Fritz Oberhettinger, Wilhelm Magnus, Francesco Tricomi  herausgegeben wurden.
1909 zeigte er gleichzeitig mit Ebenezer Cunningham die Invarianz der Maxwellgleichungen unter konformen Transformationen, die die Invarianz unter der Lorentzgruppe verallgemeinern (Kugelwellentransformation).
Seit 1924 war er gewähltes Mitglied der American Philosophical Society. 1928 wurde er Fellow der Royal Society und 1930 Mitglied der National Academy of Sciences der USA. 1935 war er Vizepräsident der American Mathematical Society. Er sollte einen Preis des Institute of Aeronautical Science in New York erhalten, als er bei der Zugfahrt einem Herzleiden erlag.
Bateman war seit 1912 verheiratet und hatte einen (früh verstorbenen) Sohn und eine Tochter. Er war auch ein hervorragender Schachspieler.

## Schriften
- The Conformal Transformations of a Space of Four Dimensions and their Applications to Geometrical Optics, 1908, Proceedings of the London Mathematical Society, 7, 70–89
- The mathematical analysis of electrical and optical wave-motion on the basis of Maxwell’s equations, Cambridge University Press 1915, Dover 1955
- Partial differential equations of mathematical physics, Cambridge University Press 1932, Dover 1944, 1959
- mit Albert A. Bennett, William E. Milne: Numerical integration of differential equations,  Bulletin of the National Research Council, 1933, Dover 1956
- mit Francis Murnaghan, Hugh Dryden: Hydrodynamics, National Research Council, Washington D. C., 1932, 1956
- Differential equations, Longmans, Green, London 1918, Reprint Chelsea 1966
- Bateman Manuscript Project: Higher transcendental functions, 3 Bände, McGraw Hill 1953 bis 1955, Krieger 1981
- Bateman Manuscript Project: Tables of Integral Transforms, 2 Bände, McGraw Hill 1954